# León Dogodny
León Dogodny fue un actor argentino nacido en 1927, y es conocido por su trabajo en una serie de obras de teatro y películas. Su participación en el film Revolución: El cruce de los Andes (2011), de Leandro Ipiña, le ha brindado un mayor reconocimiento popular.
Comenzó su carrera profesional en el año 1986 en la obra de Roberto Cossa, Gris de Ausencia, dirigida por Jorge Fiszon, presentada en el CC Baldomero Fernández Moreno. Desde entonces tuvo una prolífica participación en obras de teatro. También actuó en películas como El mismo amor, la misma lluvia y El hijo de la novia, ambas de Juan José Campanella, La suerte está echada de Sebastián Borensztein, y La antena, de Esteban Sapir, entre otras. Se presentó en importantes teatros y salas de la ciudad como el Teatro Nacional Cervantes, el Teatro General San Martín y el Teatro Presidente Alvear, entre otros.

## Teatro
- Colastiné (Intérprete)
- Dr. Faustus (Intérprete)
- Woyzeck (Actor)
- El Matadero (Slaughterhouse) (Intérprete)
- Hamlet de William Shakespeare (Actor)[2]
- El topo (Intérprete)
- Háblame de Augusta (Actor)
- Cine quirúrgico (Intérprete)
- Volpone (Intérprete)

## Cine
- La sublevación - 2012
- San Martin: El cruce de los Andes - Corvalán - Adulto - 2010
- El frasco - Borracho - 2008
- El tercer vaso - 2007
- La Antena - Anciano en experimento - 2007
- La suerte esta echada - Peso Lastima - 2005
- Mi reino por un platillo volador- 2004
- Erreway: 4 Caminos - Hombre 2 - 2004
- Los porfiados - Don Bachetta - 2002
- El hijo de la novia - Polo - 2001
- Plata Quemada - Borracho en el Pasillo 1 - 2000
- El mismo amor la misma lluvia - Personal de Redaccion - 1999

## Televisión
- Epitafios (serie) - Sereno del Cementerio - 2009
- Impostores (serie) - Gorostiza - 2009
- Il mundial dimenticato (Documentary) - 2011